# Morti nel 907
| Questa pagina contiene informazioni ricavate automaticamente dalle voci biografiche con l'ausilio del template Bio e di un bot. L'aggiornamento è periodico e automatico e ricostruisce completamente la pagina. Se manca una persona in questa lista, sei pregato di non aggiungerla, ma accertati piuttosto che la sua voce biografica contenga il template Bio e che i dati anagrafici siano correttamente compilati. Se il template Bio manca, inseriscilo tu stesso o, in alternativa, metti l'avviso {{tmp\|Bio}} che ne segnala la mancanza. Se i dati riportati sono sbagliati, correggi direttamente la voce biografica; le modifiche saranno visibili in questa lista entro pochi giorni. Per chiarimenti vedi il progetto biografie. La lista contiene solo le 11 persone che sono citate nell'enciclopedia e per le quali è stato implementato correttamente il template Bio. Pagina aggiornata al 13 gen 2025. |

- 16 marzo - Michele III di Alessandria, arcivescovo cristiano orientale egiziano
- 2 maggio - Boris I di Bulgaria, sovrano
- 4 luglio - Liutpoldo di Baviera, nobile tedesco
- 4 luglio - Theotmar di Salisburgo, arcivescovo tedesco
- 6 novembre - Erberto I di Vermandois, conte
- 24 novembre - Isma'il I, emiro persiano (n. 849)
- Aditya I, re indiano
- Alano I di Bretagna, re
- Elia III di Gerusalemme, arcivescovo bizantino
- Gisela di Nivelles, badessa franca
- Radelchi II di Benevento, principe longobardo